# Ford Thunderbird (septième génération)
Cet article concerne la septième génération de l'automobile Ford Thunderbird. Pour des informations générales sur la Thunderbird, consultez Ford Thunderbird.
La septième génération de la Ford Thunderbird est une voiture personnelle de luxe qui a été construite par Ford entre les années modèles 1977 et 1979. Dans un virage marketing clé pour la gamme de modèles, Ford a reconditionné la Thunderbird d'une voiture full-size à une grande voiture intermédiaire. Plutôt que d'être l'homologue Ford de la Lincoln Continental Mark V, la Thunderbird partagerait des points communs de conception avec la Mercury Cougar (ce faisant jusqu'à l'année modèle 1997). Remplaçant la Ford Elite, la septième génération de Thunderbird est dérivée de la Ford LTD II.
Le style plus carré et plus net était populaire, car cette génération est devenue la plus vendue de l'histoire de la Ford Thunderbird. Grâce à une baisse de prix de 2 700 dollars par rapport à 1976, plus de 318 000 voitures ont été vendues en 1977 et 352 000 en 1978 (la meilleure année de vente de l'histoire de la Thunderbird), suivis de 295 000 voitures en 1979. Le style de sa ligne de toit enveloppante unique se retrouverait dans des versions d'automobiles Ford plus petites telles que la Ford Fairmont Futura de 1978-1983 et les coupés Mercury Zephyr Z-7 qui ont été initialement conçus en tant que propositions de Thunderbird de taille réduite basées sur la Fairmont.

## Historique de développement et de production
Depuis que Lincoln a réintroduit la gamme Continental Mark en 1969, elles partageaient une ingénierie et des fondements communs avec la Thunderbird. Au cours des années 1970, cela a conduit cette dernière voiture à devenir lourde et chère par rapport à la concurrence de Chrysler et de General Motors. Pour l'année modèle 1977, alors que les deux voitures ont été redessinées, la Thunderbird a été séparée de la Continental Mark V. Comme la Ford LTD II a remplacé la Torino, la Thunderbird a remplacé l'Elite. Aux côtés de la Mercury Cougar XR7, la Thunderbird était désormais en concurrence sur le marché des voitures de luxe intermédiaires à prix raisonnable, catégorie se vendant mieux, contre la Chrysler Cordoba / 300, la Dodge Charger / Magnum / XE et le quatuor de General Motors, les Buick Regal, Chevrolet Monte Carlo, Oldsmobile Cutlass Supreme et Pontiac Grand Prix.

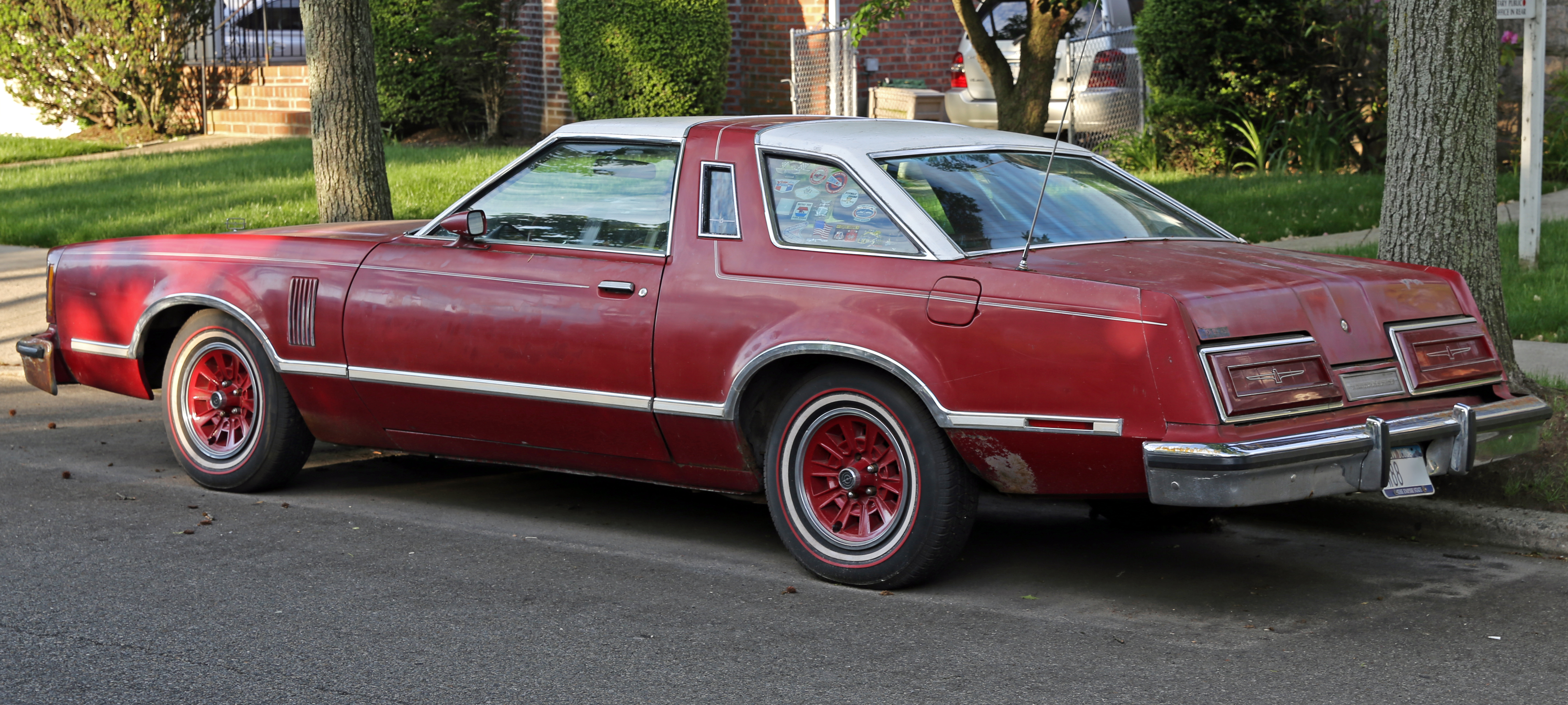
Ford Thunderbird de 1979

Bien que ce ne soit pas une réduction aussi délibérée que ce qui allait arriver aux futures voitures de Ford, la Thunderbird de 1977 était plus petite que sa prédécesseur, perdant près de 10 pouces (254 mm) de longueur et 900 lb (408 kg) de poids; la hauteur et la largeur sont restées essentiellement inchangées. La Thunderbird de 1977 a été créée sur une plate-forme de voiture intermédiaire existante en recyclant un mélange sélect de pièces de carrosserie, d'intérieur et de garniture avec les Ford Elite, Mercury Montego et Mercury Cougar de l'année précédente, combiné avec un tout nouveau style de portes arrière pour créer un nouveau look spectaculaire à la Thunderbird. La Thunderbird se distingue des modèles LTD II et Cougar 2 portes par sa ligne de toit enveloppante unique de style «poignée de panier» avec des fenêtres d'opéra et de grandes fenêtres latérales arrière séparées de la lunette arrière par de minces montants C. Les phares cachés avec des couvercles rétractables et les feux arrière sur toute la largeur, abaissés au centre, ont fait leur retour depuis la fin des années 1960. En tant que tel, étant basé sur la plate-forme intermédiaire de Ford, une gamme plus large de groupes motopropulseurs était désormais disponible. Le moteur de base était le V8 Windsor de 302 pouces cubes (4.9 L), tandis que les plus grands moteurs 351M de 351 pouces cubes (5.8 L) et 335 de 400 pouces cubes (6,6 L) étaient disponibles en option, ainsi que les toits T-tops avec le moteur 351W. En Californie, le moteur 351 était le seul moteur disponible. Bien que les moteurs plus petits aient une puissance inférieure à celle du V8 460, le poids plus léger a compensé les performances globales; le moteur 400 a été abandonné en 1979 avec l'introduction des exigences CAFE.

### Diamond Jubilee Edition de 1978
En 1978, Ford a offert la Thunderbird "Diamond Jubilee Edition" pour commémorer le 75e anniversaire de l'entreprise en tant que constructeur automobile. Cette finition optionnelle a fait grimper le prix de la voiture à près de 12 000 $ US, doublant pratiquement le prix de base; elle comprenait toutes les options sauf un toit ouvrant transparent et un chauffe-bloc moteur. Elle était à l'origine disponible en seulement deux couleurs - exclusive à la Diamond Jubilee "Diamond Blue" métallique ou "Standard Issue" braise métallique; les deux avec des sièges en velours assortis avec un design "Biscuit". Plus tard dans la production, Ford a offert le cuir en option et a offert le blanc comme couleur extérieure avec des garnitures et un intérieur bleus ou blancs. Cette option était également disponible sur la Continental Mark V pour le coût beaucoup plus substantiel de 23 000 $ US.
En 1979, une finition optionnelles similaire était disponible, nommée "Heritage". Elle comprenait essentiellement le même équipement optionnel, toujours avec seulement deux options de couleur disponibles: marron ou bleu clair moyen. L'option Heritage est restée disponible dans les deux prochaines générations de la voiture. Toutes les Thunderbird ont reçue un nouveau motif de calandre et des feux arrière révisés pour la dernière année modèle de cette génération.

## Totaux de production
| Année | Production |
| 1977  | 318,140    |
| 1978  | 352,751    |
| 1979  | 284,141    |
| Total | 955,032    |